# Critérium International 2016
Il Critérium International 2016, ottantacinquesima edizione della corsa e valida come evento del circuito UCI Europe Tour 2016 categoria 2.HC, si è svolto in Corsica su tre tappe dal 26 al 27 marzo 2016 da Porto Vecchio a Col de l'Ospedale, su un percorso totale di 269 km. La corsa è stata vinta dal francese Thibaut Pinot, con il tempo complessivo di 6h46'34", alla velocità media di 39,7 km/h.
61 corridori sono arrivati al traguardo finale di Col de l'Ospedale. La corsa ha vissuto la tragedia della morte di uno dei ciclisti impegnati nella gara, il belga Daan Myngheer.

## Tappe
| Tappa  | Data     | Percorso                          | km    | Vincitore di tappa | Leader cl. generale |
| ------ | -------- | --------------------------------- | ----- | ------------------ | ------------------- |
| 1ª     | 28 marzo | Porto Vecchio > Porto Vecchio     | 90,5  | Sam Bennett        | Sam Bennett         |
| 2ª     | 28 marzo | Porto Vecchio (Cron. individuale) | 7     | Thibaut Pinot      | Thibaut Pinot       |
| 3ª     | 29 marzo | Porto Vecchio > Col de l'Ospedale | 171,5 | Thibaut Pinot      | Thibaut Pinot       |
| Totale | Totale   | Totale                            | 269   |                    |                     |

## Squadre partecipanti
| N.    | Cod. | Squadra                     |
| ----- | ---- | --------------------------- |
| 1-8   | ALM  | AG2R La Mondiale            |
| 11-18 | FDJ  | FDJ                         |
| 21-28 | FVC  | Fortuneo-Vital Concept      |
| 31-38 | BOA  | Bora-Argon 18               |
| 41-47 | CPT  | Cannondale Pro Cycling Team |
| 51-57 | IAM  | IAM Cycling                 |
| 61-68 | COF  | Cofidis, Solutions Crédits  |
| 71-76 | TGA  | Team Giant-Alpecin          |

| N.      | Cod. | Squadra                      |
| ------- | ---- | ---------------------------- |
| 81-88   | SGG  | Stölting Service Group       |
| 91-98   | DEN  | Direct Énergie               |
| 101-108 | DMP  | Delko-Marseille Provence-KTM |
| 111-118 | ROT  | Team Roth                    |
| 121-128 | ONE  | ONE Pro Cycling              |
| 131-138 | AUB  | HP BTP-Auber 93              |
| 141-148 | RML  | Roubaix-Métropole de Lille   |
| 151-158 | ADT  | Armée de Terre               |

## Dettagli delle tappe

### 1ª tappa
- 26 marzo: Porto Vecchio > Porto Vecchio – 90,5 km

Risultati
| Pos. | Corridore     | Squadra    | Tempo    |
| ---- | ------------- | ---------- | -------- |
| 1    | Sam Bennett   | Bora-Argon | 2h03'15" |
| 2    | Rudy Barbier  | Roubaix    | s.t.     |
| 3    | Romain Feillu | HP BTP     | s.t.     |

| Pos. | Corridore        | Squadra    | Tempo    |
| ---- | ---------------- | ---------- | -------- |
| 1    | Sam Bennett      | Bora-Argon | 2h03'09" |
| 2    | Rudy Barbier     | Roubaix    | a 2"     |
| 3    | Lilian Calmejane | Direct Én. | a 3"     |

### 2ª tappa
- 26 marzo: Porto Vecchio – Cronometro individuale – 7 km

Risultati
| Pos. | Corridore        | Squadra     | Tempo |
| ---- | ---------------- | ----------- | ----- |
| 1    | Thibaut Pinot    | FDJ         | 9'11" |
| 2    | Jérôme Coppel    | IAM Cycling | a 2"  |
| 3    | Alexandre Geniez | FDJ         | a 3"  |

| Pos. | Corridore        | Squadra     | Tempo    |
| ---- | ---------------- | ----------- | -------- |
| 1    | Thibaut Pinot    | FDJ         | 2h12'26" |
| 2    | Jérôme Coppel    | IAM Cycling | a 2"     |
| 3    | Alexandre Geniez | FDJ         | a 3"     |

### 3ª tappa
- 27 marzo: Porto Vecchio > Col de l'Ospedale – 171,5 km

Risultati
| Pos. | Corridore           | Squadra    | Tempo    |
| ---- | ------------------- | ---------- | -------- |
| 1    | Thibaut Pinot       | FDJ        | 4h34'18" |
| 2    | Pierre-Roger Latour | AG2R La M. | a 7"     |
| 3    | Arnold Jeannesson   | Cofidis    | a 12"    |

| Pos. | Corridore           | Squadra       | Tempo    |
| ---- | ------------------- | ------------- | -------- |
| 1    | Thibaut Pinot       | FDJ           | 6h46'34" |
| 2    | Pierre-Roger Latour | AG2R La M.    | a 37"    |
| 3    | Sam Oomen           | Giant-Alpecin | a 46"    |

## Classifiche finali

### Classifica generale - Maglia gialla
| Pos. | Corridore           | Squadra       | Tempo    |
| ---- | ------------------- | ------------- | -------- |
| 1    | Thibaut Pinot       | FDJ           | 6h46'34" |
| 2    | Pierre-Roger Latour | AG2R La M.    | a 37"    |
| 3    | Sam Oomen           | Giant-Alpecin | a 46"    |
| 4    | Arnold Jeannesson   | Cofidis       | a 25"    |
| 5    | Alexis Vuillermoz   | AG2R La M.    | a 26"    |
| 6    | Lawson Craddock     | Cannondale    | a 28"    |
| 7    | Dominik Nerz        | Bora-Argon    | a 47"    |
| 8    | Romain Sicard       | Direct Én.    | a 48"    |
| 9    | Alexandre Geniez    | FDJ           | a 57"    |
| 10   | Davide Villella     | Cannondale    | a 1'07"  |

### Classifica a punti
| Pos. | Corridore           | Squadra       | Punti |
| ---- | ------------------- | ------------- | ----- |
| 1    | Thibaut Pinot       | FDJ           | 30    |
| 2    | Pierre-Roger Latour | AG2R La M.    | 13    |
| 3    | Sam Oomen           | Giant-Alpecin | 12    |
| 4    | Alexandre Geniez    | FDJ           | 12    |
| 5    | Jérôme Coppel       | IAM Cycling   | 12    |

### Classifica scalatori
| Pos. | Corridore           | Squadra    | Punti |
| ---- | ------------------- | ---------- | ----- |
| 1    | Rémy Di Grégorio    | Delko      | 24    |
| 2    | Thomas Voeckler     | Direct Én. | 12    |
| 3    | Quentin Pacher      | Delko      | 10    |
| 4    | Thibaut Pinot       | FDJ        | 6     |
| 5    | Pierre-Roger Latour | AG2R La M. | 6     |

### Classifica giovani
| Pos. | Corridore           | Squadra       | Tempo    |
| ---- | ------------------- | ------------- | -------- |
| 1    | Pierre-Roger Latour | AG2R La M.    | 6h47'11" |
| 2    | Sam Oomen           | Giant-Alpecin | a 9"     |
| 3    | Lawson Craddock     | Cannondale    | a 29"    |
| 4    | Davide Villella     | Cannondale    | a 1'36"  |
| 5    | Emanuel Buchmann    | Bora-Argon    | a 2'57"  |

### Classifica a squadre
| Pos. | Squadra                     | Tempo     |
| ---- | --------------------------- | --------- |
| 1    | FDJ                         | 20h25'07" |
| 2    | Cannondale Pro Cycling Team | a 27"     |
| 3    | AG2R La Mondiale            | a 34"     |
| 4    | Bora-Argon 18               | a 2'51"   |
| 5    | Direct Énergie              | a 4'30"   |